# Mérirê (artiste de l'Égypte antique)
Pour les articles homonymes, voir Mérirê.
Mérirê est un artiste de l'Égypte antique qui travaille durant le règne du pharaon Ramsès IX (XXe dynastie). Mérirê porte les titres de « Prêtre-ouâb », de « Scribe de la parole divine » et de « Scribe de l'autel de la maison de Khnoum et de Nebetouou » d'Esna.

## Attestations
Mérirê est connu pour avoir décoré la tombe de Sétaou à El Kab. Il apparaît à trois endroits dans la tombe de Sétaou. Sur le mur est, il est représenté dans la zone du socle et rapporte dans un court texte qu'« il a décoré la tombe pour Sétaou la quatrième année du règne de Ramsès IX ». Sur le mur sud, il est à nouveau représenté dans la zone du socle. Il est assis sur une chaise et tient à la main une palette de scribe et un jonc pour écrire et peindre. Le texte rapporte : « il a fait ces dessins de ses propres mains ». Enfin, il est à nouveau brièvement mentionné sur le mur nord avec son nom et son titre.